# 徐龍禎
徐龍禎（16世紀—17世紀），字騰九，廣東廣州府南海縣大塘邊人，明朝、南明政治人物。

## 生平
徐龍禎家貧力學、精通經史，妻子湯氏曾以紡織資助，是崇禎六年（1633年）癸酉科廣東鄉試舉人，授福寧州知州，隆武年間任禮部儀制司主事，永曆年間任禮部主客司員外郎，陞郎中，其後辭官歸隱，六十七歲去世。他為人沉靜有志節，赴考會試時曾被李自成軍隊抓拿，堅拒不屈服，鄉居遇上饑荒則設法賑濟，存活甚眾。

## 引用
1. 1 2  民國《花縣志·卷九·人物志》：徐龍禎，字騰九，花縣大塘邊人，家貧力學、博通經史，妻湯氏嘗以紡績佐之，崇禎癸酉舉於鄉，初授福建福寧州知州，累官禮部儀制司員外，年六十七，為人沉靜有志節，當公車時為闖賊李自成所執不屈，及鄉居一遇歲饑，設法賑濟存活甚眾。 據舊志
2. ↑  錢海岳《南明史·卷五十六·列傳第三十二》：同（潘琪）時（永曆）禮部官可紀者：……徐龍禎，字騰九，廣東三水人。崇禎六年舉於鄉。歷福寧知州，儀制主事，主客員外郎、郎中。隱。